# 평양속도

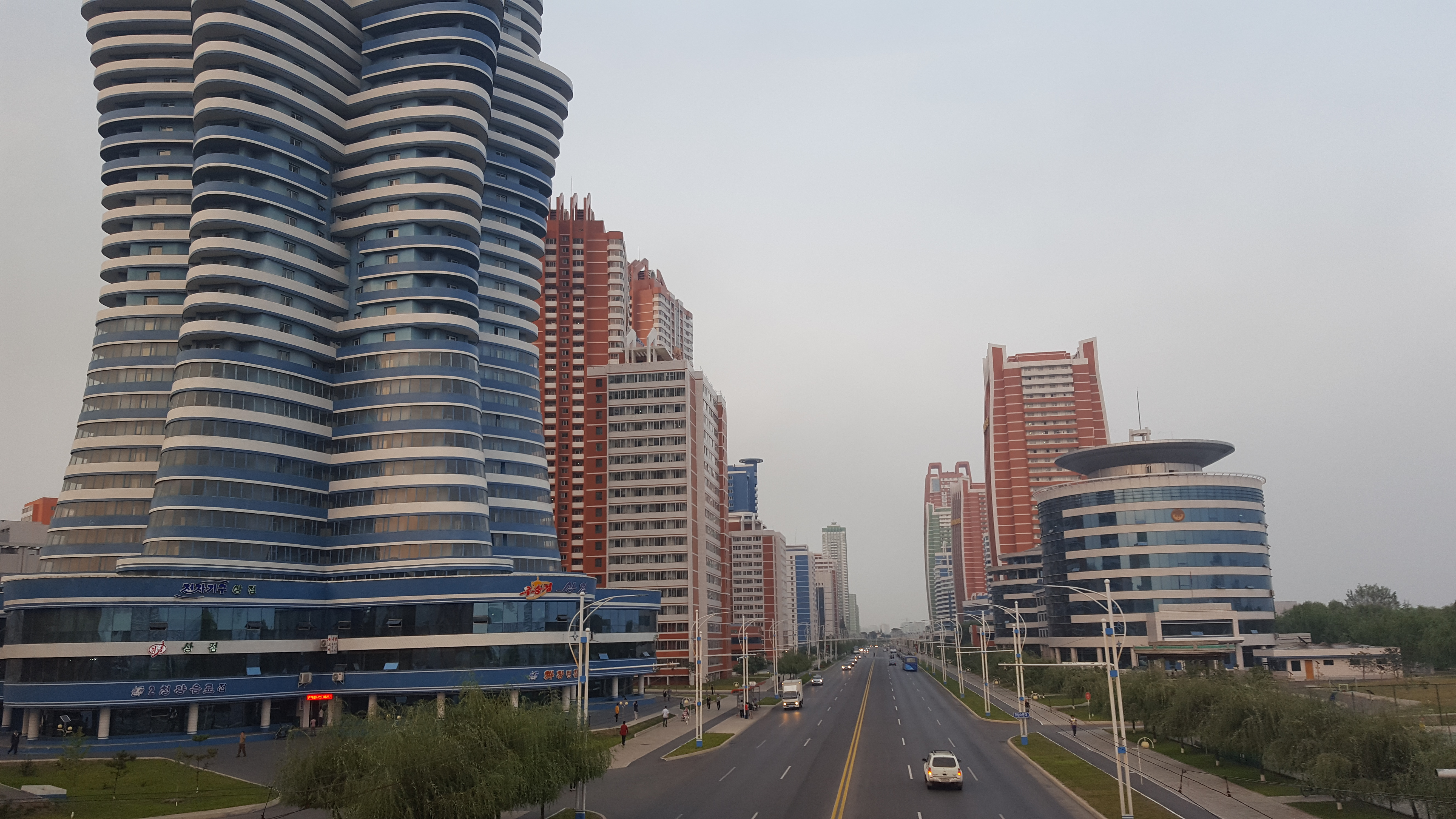
평양 중구역에 위치한 지역인 미래과학자거리는 "평양속도"로 완료된 사업의 하나이다.

평양속도(平壤速度)는 조선민주주의인민공화국의 정치적 슬로건으로, 생산 목표 속도를 매우 빠르게 완료한다는 의미이다. 이 슬로건은 한국전쟁 이후 1958년에 평양 재건을 1년만에 달성한 것에서 유래했다. 북한 관영으로 출판된 《영도조선70년》에 따르면, 당시 평양에서는 7,000가구 분량의 자재로 2만 채 이상의 주택을 짓고, 그 집을 하루만에 사용할 수 있도록 미장 작업을 끝냈다. 또한 1961년 천리마 운동이 성공하면서 "평양속도"라는 표현이 생산 목표를 급속히 완성하는 슬로건이 되었다. 이 슬로건은 김정은이 북한의 최고 지도자가 된 이후에 다시 거론되었다. 그 중 미래과학자거리, 려명거리, 평양 순안 국제공항의 확장 공사는 모두 공식적으로 평양 속도 사업이라고 불린다. 그러나 이 사업들이 지나치게 빠른 속도로 완료됨에 따라 한국 언론에 의해 품질에 대한 의혹이 제기되었다.